# Jürgen Brauerhoch
Jürgen Oskar Brauerhoch (* 23. Januar 1932 in Gera) ist ein deutscher Texter und Buchautor.

## Leben
Jürgen Brauerhoch wurde nach dem Zweiten Weltkrieg 1948 als 16-Jähriger in der damaligen Sowjetischen Besatzungszone wegen sogenannter „subversiver Umtriebe“ verhaftet. Weil ihn die Kommunisten zum Spitzeldienst verpflichten wollten, floh er kurz darauf über die damalige Zonengrenze in den Westen. Nach einer Lehre als Reprograf bei der Braunschweiger Zeitung arbeitete Brauerhoch zunächst als Werbeassistent im Polygraph Verlag in Frankfurt, bevor er endgültig in die Kreativbranche wechselte. Er absolvierte ein Studium an der Werbeakademie Hamburg (heute Hamburger Akademie für Marketing und Kommunikation). Stationen als Redakteur bei der RETINA REVUE (Kodak) in Stuttgart, als Werbeleiter der Möbelfabrik Erwin Behr in Wendlingen und schließlich als Konzeptionstexter bei der Werbeagentur Dorland in München folgten.
1969 gründete Jürgen Brauerhoch zusammen mit dem Grafik-Designer Hagen Nerdinger die Job Media GmbH, die in  der Folge vor allem für Unternehmen der Freizeitbranche tätig wurde. Freizeitmarken wie Alpamare (Bad Tölz), Caprima (Dingolfing), Heloponte (Bad Wildungen) oder Wunnebad (Winnenden) verdanken Brauerhoch ihren Namen und ihr Corporate Design.
Neben seiner Tätigkeit als Werber schrieb Jürgen Brauerhoch zahlreiche Reisereportagen für Medien wie Die Zeit, FAZ und NZZ. Auch veröffentlichte er mehrere, teilweise satirische, Sachbücher, unter anderem Das FöhnSyndrom (Meyster Verlag). Unter dem Titel Der Hitler, die Russen und ich legte er 2005 auch eine Autobiografie mit Episoden aus sieben Jahrzehnten (Untertitel) vor.

## Bücher
- Wie eine Jungfrau entsteht. Friedrich W. Heye Verlag, Hamburg-München 1978, ISBN 3-88141-500-9.
- Dein zweites Gesicht – eine heitere Popologie. Friedrich W. Heye Verlag, Hamburg-München 1978, ISBN 3-88141-502-5.
- Berufe mit Zukunft. Meyster Verlag, München 1984, ISBN 3-8131-8600-8.
- Das FöhnSyndrom. Meyster Verlag, München 1984, ISBN 3-8131-8600-8.
- Nie mehr verlegen. Rowohlt Taschenbuch Verlag, Reinbek 1986, ISBN 3-499-15594-X.
- Der Hitler, die Russen und ich. Episoden aus sieben Jahrzehnten, Schriftenreihe des VDK "Erzählen ist Erinnern", Band 79, Scribeo-Verlag Dr. Bettina Dodenhoeft, Kassel 2005, ISBN 3-86516-503-6.
- Föhn ... ein erlösendes Brevier. Langen-Müller, München 2007, ISBN 978-3-7844-3093-5.

## Reisereportagen (Auswahl)
- 1981: Die Holledau: Ruhe zwischen Hopfenstangen. Artikel in der Zeit
- 1981: Kuren in Italien: Baden, schlafen, tafeln. In Abano Terme hätschelt jedes Hotel sein Wasser. Artikel in der Zeit
- 1982: Griechenland: Diskotöne aus der Tiefe. Was ist von der Insel los geblieben? Artikel in der Zeit
- 1984: Mit Amtrak durch die USA: Schlafend über den Großen Salzsee. In 33 Stunden von Denver nach San Francisco. Artikel in der Zeit